# Texas de l'Est
Remarque : l'expression « Texas oriental » (eastern Texas en anglais) n'est pas synonyme de cette région qui, en tant que nom propre, s'écrit avec une majuscule (East Texas en anglais).

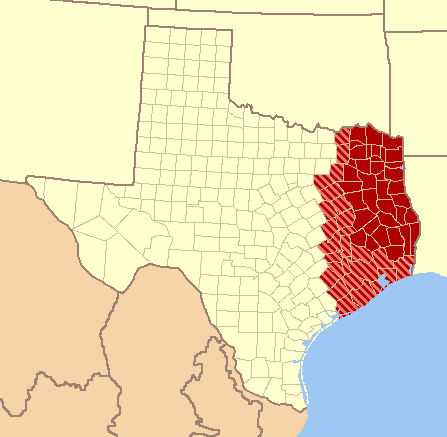
Les comtés marqués en rouge forment le cœur du texas de l'Est ; les comtés hachurés peuvent ou non être inclus dans le Texas de l'Est selon les sources.

Le Texas de l'Est est une zone culturellement et géographiquement distincte dans l'État du Texas (U.S.). Il y a plusieurs façons de définir le Texas de l'Est, mais la moins subjective est de le définir comme une partie du Sud-Est des États-Unis du point de vue écologique. La définition culturelle est plus subjective : le Texas de l'Est a été décrit comme étant la zone du Texas culturellement la plus sudiste — bien que cette définition puisse être considérée comme insultante par les autres Texans qui se considèrent eux-mêmes comme sudistes — ce qui énerve les Texans de l'Est. Pour faire simple, le Texas de l'Est est la région du Texas qui ressemble plus et se sent plus proche de la Louisiane et du Mississippi que le Texas du Sud ou le Texas de l'Ouest.
Selon le Handbook of Texas (une encyclopédie sur la géographie, l'histoire et les personnages historiques du Texas), la région du Texas de l'Est "peut être approximativement séparée du reste du Texas par une ligne partant de la Rivière Rouge du Sud (Red River) dans le Comté de Lamar, continuant vers le Sud-Ouest en direction du Comté de Limestone puis repartant vers le Sud-Est en direction de "Galveston Bay", bien que certains considèrent la zone de la côte du Golfe du Mexique comme une région particulière. Cette région inclut tout ou partie de 49 comtés, couvrant un total de 100 000 km2 et une population de près de 6 millions d'habitants.
L'essentiel de la région est formé de l'écorégion de Piney Woods, et le Texas de l'Est est parfois réduit pour n'inclure que la forêt de Piney Woods. La ville de Houston a pris ses distances avec le Texas de l'Est depuis une cinquantaine d'années ; néanmoins, la majeure partie de l'histoire de Houston la rattache au Texas de l'Est.
Une définition courante considère que le Texas de l'Est est la zone située entre la Route 45 reliant Dallas à Houston et la frontière de la Louisiane.

## Géographie

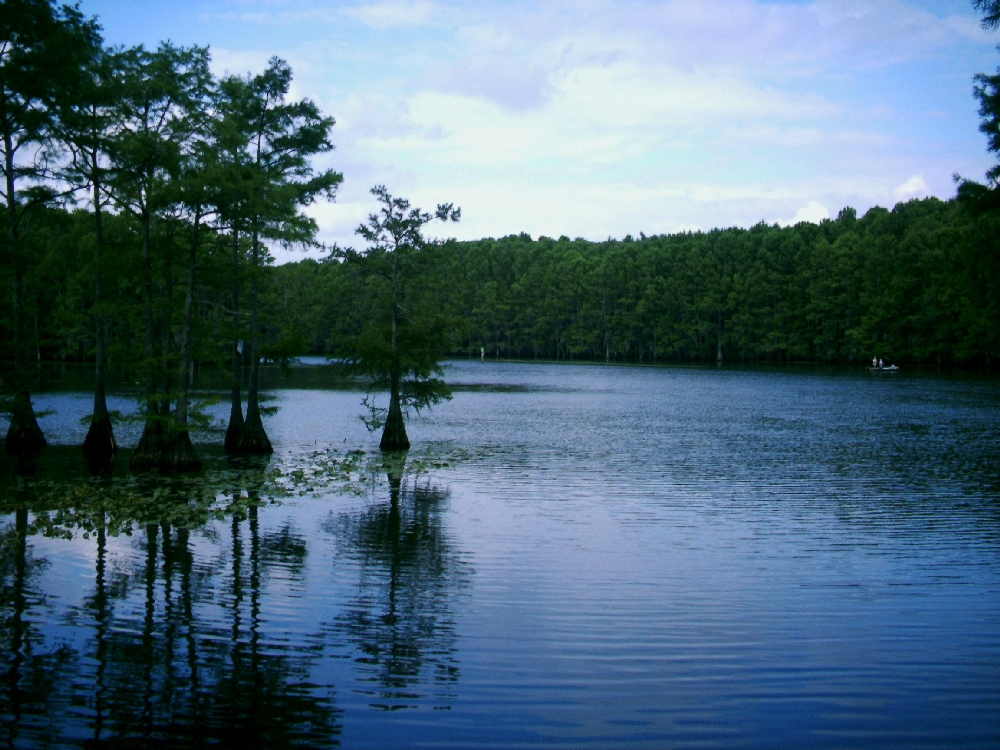
Lac Caddo

Le climat est le trait commun à la géographie de la région — tout le Texas de l'Est connaît le climat humide subtropical typique du Sud-Ouest des États-Unis. Le Texas de l'Est reçoit plus de précipitations (900 mm à 1 500 mm) que le reste du Texas. À Houston, la température moyenne en janvier est de 10,2 °C et celle en juillet est de 28,1 °C. Toutefois, étant située près de la côte, Houston connaît des hivers légèrement plus doux que le reste du Texas de l'Est.
Tout le Texas de l'Est est situé dans la Gulf Coastal Plain, mais de façon moins uniforme que pour le climat, avec les rolling hills au nord et les plaines côtières dans le sud. La végétation locale varie également du nord au sud. Le tiers sud est constitué de la prairie tempérée allant du Texas du Sud à la Louisiane du Sud. Les deux-tiers nord de la région sont dominés par la forêt tempérée de Piney Woods, qui s'étend sur 61 000 km2. La forêt de Piney Woods fait partie d'une zone plus vaste de forêt tempérée de résineux qui s'étend en Louisiane, en Arkansas et en Oklahoma. La forêt de Piney Woods devient moins dense en s'approchant du Golfe du Mexique.

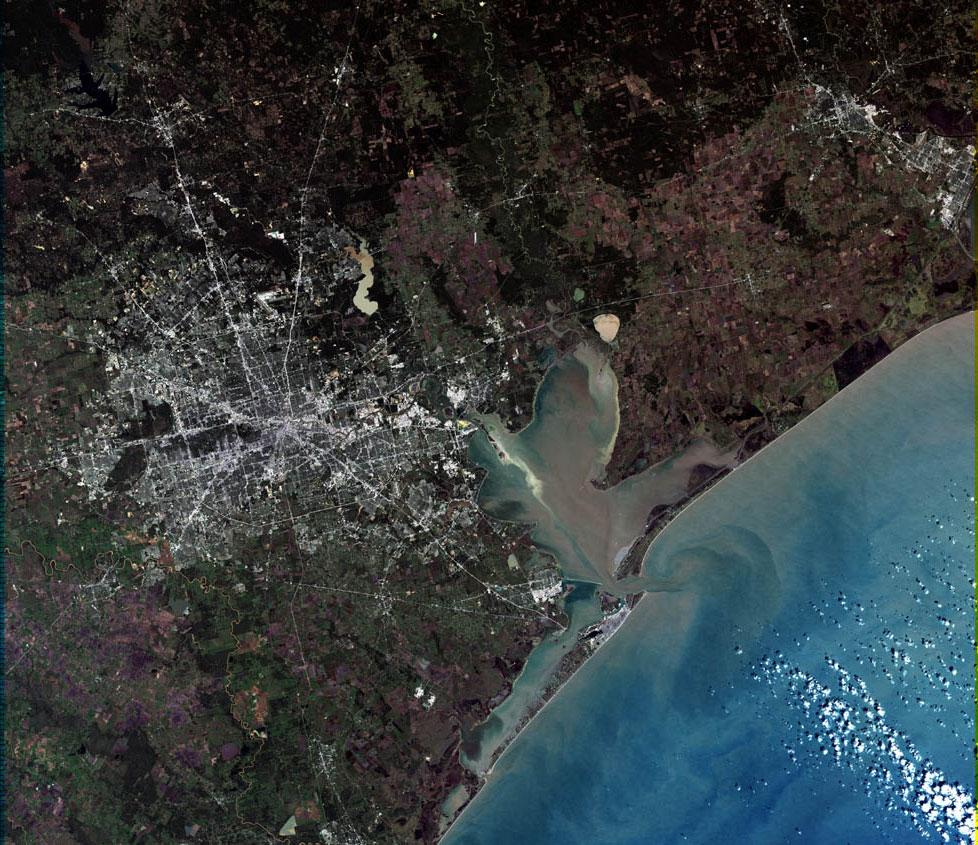
Vue de Houston et de ses environs prise par le satellite Landsat 7

La Sabine River et la Trinity River sont les principales rivières du Texas de l'Est, mais la Brazos River et la Rivière Rouge du Sud coulent également dans la région. La Brazos River traverse le Sud-Ouest de la région, tandis que la Rivière Rouge du Sud marque sa frontière Nord avec l'Oklahoma. Dans le Texas de l'Est et le reste du Sud, les petites rivières et les criques se rejoignent dans des marais appelés "Bayous" et se mêlent à la forêt environnante. Le cyprès chauve et la barbe espagnole sont les espèces végétales les plus courantes dans les bayous. Le bayou de Cypress Bayou entoure les rivières du Grand Cypress, du Petit Cypress et du Cypress Noir aux alentours de Jefferson. Elles coulent vers l'est dans le Lac Caddo et les marécages semés d'ajoncs couvrent les îles et les rives du lac. L'essentiel du Buffalo Bayou a été rasé pour créer le Houston Ship Channel (un canal conduisant du Golfe du Mexique au port industriel de Houston), les portions restantes du Buffalo Bayou étant dans le Downtown Houston.
En dehors de la zone du Greater Houston (la zone urbaine autour de Houston) la densité moyenne de population est d'environ 7 – 12 habitants par km², la densité de population près du Big Thicket tombant sous les 7 habitants par km². La population du Texas de l'Est est concentrée autour de Houston et de Beaumont/Port Arthur/Orange dans le sud du Texas de l'Est, Lufkin/Nacogdoches dans le Deep East Texas, et Tyler, Longview/Marshall, et Texarkana dans le nord du Texas de l'Est. Sur sa frange ouest, le Texas de l'Est se chevauche avec le Texas central et le Texas du Nord ; ainsi, des villes comme Bryan/College Station, Corsicana, et Greenville peuvent être incluses dans une définition large du Texas de l'Est.

## Comtés

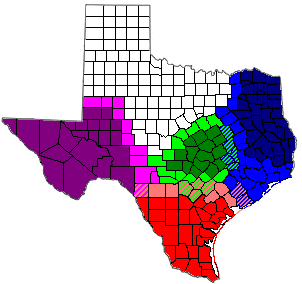
Sur cette carte, le Texas de l'Est est représenté en bleu.

- Anderson
- Angelina
- Bowie
- Camp
- Cass
- Cherokee
- Delta
- Franklin
- Freestone
- Gregg
- Grimes
- Harrison
- Henderson
- Hopkins
- Houston
- Jasper
- Lamar
- Leon
- Madison
- Marion
- Morris
- Nacogdoches
- Newton
- Panola
- Polk
- Rains
- Red River
- Rusk
- Sabine
- San Augustine
- San Jacinto
- Shelby
- Smith
- Titus
- Trinity
- Tyler
- Upshur
- Van Zandt
- Walker
- Wood

## Culture
Culturellement parlant, le Texas de l'Est est plus proche de l'Arkansas, de la Louisiane et même du Mississippi que du Texas de l'Ouest. Le Texas de l'Est appartient à la Bible Belt, générant un fort sentiment fondamentaliste chrétien. D'importantes communautés juives ont également prospéré à Houston, Galveston et Marshall depuis le XIXe siècle. Bien que plus de 35 % de la population urbaine et rurale du Texas soit hispanique, cette catégorie est beaucoup moins représentée dans le Texas de l'Est où les Afro-Américains constituent encore la plus importante minorité. Néanmoins, les hispaniques sont désormais deux fois plus nombreux que les afro-américains dans la ville de Houston qui peut ou non être incluse dans le Texas de l'Est traditionnel. Durant le Civil Rights Movement, plusieurs communautés se sont affrontées au sujet de l'intégration.
Le Musée du Texas de l'Est s'est ouvert à Lufkin en 1976 sous le nom de Lufkin Historical and Creative Arts Center (Centre Historique et Créatif des Arts de Lufkin).

### Livres
- Gone to Texas: Genealogical Abstracts from The Telegraph and Texas Register 1835-1841, compiled by Kevin Ladd
- The EAST TEXAS SUNDAY DRIVE Book, by Bob Bowman  (ISBN 1-878096-00-1)
- Wild Flowers of the Big Thicket, East Texas, and Western Louisiana, by Geyata Ajilvsgi  (ISBN 0-89096-065-8)